# Smugleri
Smugleri er den ulovlige transport af varer, genstande, informationer (f.eks. som led i spionage) eller mennesker (såkaldt menneskesmugling) ind i eller ud af et område eller over en grænse.
Smugleri behandles i litteraturen lige fra Bizets opera Carmen til flere James Bond-historier.
Hvor smugleri har til hensigt at undgå betaling af told, er det en type toldsvig.

## Historie
Det i toldlovgivningerne tidligere herskende forbuds- og beskyttelsessystem fremkaldte navnlig i det 18. århundrede Europa over et udstrakt smugleri. Den ældre danske toldlovgivning søgte - om end med ringe held - ved hårde straffebestemmelser at hæmme indsmuglingerne og de ulovlige vareudførsler.
Ved siden af de ældre straffebestemmelser om den egentlige toldsvig kunne der imidlertid i den nyere nordiske fiskale lovgivning være særligt strenge straffe for besvigelser af særlige afgifter, således i Danmark i lovene om ølbeskatningen og brænderiafgiften med mere. Videst inden for den danske fiskale lovgivning gik toldloven af 29. marts 1924, §§ 48—49, der straffede indsmugling eller forsøg på indsmugling af spiritus eller andre højt beskattede varer med konfiskation af varerne og under skærpende omstændigheder af de befordringsmidler, som var anvendt dertil; dog undtoges fartøjer på 30 t og der over.
Hovedmænd og medhjælpere i indsmugling af disse varer kunne yderligere idømmes bøder indtil 20.000 kr (et i samtiden meget stort beløb) eller fængselsstraf. Der kunne af Toldbestyrelsen tillægges anholdere eller anmeldere indtil halvdelen af bødernes beløb. 
Som et led i gennemførelsen af stadig mere lempelige bestemmelser om varefragt over landegrænser er mange tidligere begrænsninger enten bortfaldet, eller afgiften i forbindelse med indførsel relativt formindsket. Alligevel forekommer smugleri endnu i dag.